# Serena Sutcliffe
Pour les articles homonymes, voir Sutcliffe.
Serena Sutcliffe, Master of Wine, est née en 1945. Jusqu'en 2015, elle dirigeait le département international du vin de Sotheby's. Elle est autrice de premier plan en œnologie. Elle est considérée comme une des plus grandes expertes mondiales des vins anciens. 

## Carrière
Née au Royaume-Uni, elle grandit dans la campagne anglaise. Serena Sutcliffe rejoint le commerce du vin en 1972 et devient la deuxième femme Master of Wine en 1976. 
En 1991, elle devient la directrice du département des vins de Sotheby's. Elle quitte son poste en juin 2015. 

## Publications
- (en) Wines of Burgundy, Mitchell Beazley, 2005, 232 p. (ISBN 978-1-84533-019-4).

## Distinctions
- 1988 : Chevalier de l'Ordre des Arts et des Lettres[5]
- 2002 : New York Institute of Technology's Professional Excellence Award[5]
- 2006 : Lifetime Achievement Award de la Society of Bacchus America[5]
- 2006 : Chevalier de l'Ordre national de la Légion d'honneur[5]